# Liste alphabétique des pilotes de rallye
 (avril 2025).
Liste des pilotes automobiles ayant participé à au moins une épreuve comptant pour le Championnat du monde des rallyes (créé en 1973), classés par ordre alphabétique (années de présence et leur catégorie indiquées entre parenthèses)
- WRC (1973 à aujourd'hui) (RC1, A8, 4/4, 4/3)
- WRC-2 (2013 à aujourd'hui) (RC2, RC2N)
- WRC-3 (2013 à 2018 puis 2020 à aujourd'hui) (RC3)
- J-WRC (2001 à 2010 puis 2013 à aujourd'hui) (RC3, RC4, A7, A6, A5, N3, N2)
- P-WRC (1987 à 2012) (N4, 3)
- S-WRC (2010 à 2012) (N4, 2)
- WRC Academy (2011 à 2012) (6)

## Liste alphabétique
- Les champions du monde sont inscrits en vert.
- Les années où un pilote a été champion du monde sont inscrites en caractères gras et en vert.
- Les pilotes en activité sont inscrits en caractères gras

- Haut – A
- B
- C
- D
- E
- F
- G
- H
- I
- J
- K
- L
- M
- N
- O
- P
- Q
- R
- S
- T
- U
- V
- W
- X
- Y
- Z

## A
- Erik Aaby ( Norvège) — 1 rallye (1981)
- Marius Aasen ( Norvège) — 24 rallyes (2010, 2012, 2013, 2014, 2015, 2016, 2017) // (WRC-2, S-WRC, J-WRC)
- Urmo Aava ( Estonie) — 51 rallyes (2002, 2003, 2004, 2005, 2006, 2007, 2008, 2009) // (WRC, J-WRC)
- Kévin Abbring ( Pays-Bas) - 41 rallyes (2008, 2009, 2010, 2011, 2012, 2014, 2015, 2016, 2017, 2018, 2020, 2021)
- Umberto Accornero ( Italie) - 4 rallyes (2018) // (WRC-3, J-WRC)
- Hafsteinn Adalsteinsson ( Islande) - 1 rallye (1987)
- Andrea Aghini ( Italie) — 26 rallyes (1987, 1988, 1989, 1991, 1992, 1993, 1994, 1995, 1997, 1998, 1999, 2000) // (WRC, P-WRC)
- Fredrik Åhlin ( Suède) - 21 rallyes (2011, 2012, 2014, 2015, 2016, 2018) // (WRC-2, WRC Academy)
- Andreas Aigner ( Autriche) — 32 rallyes (2005, 2006, 2007, 2008, 2012) // (WRC, P-WRC, S-WRC)
- Israel Aizenman ( Costa Rica) - 1 rallye (2002)
- Murat Akdilek ( Turquie) - 2 rallyes (2004, 2005)
- Subhan Aksa ( Indonésie) - 22 rallyes (2007, 2008, 2012, 2013, 2014) // (WRC-2, P-WRC)
- Evgeniy Aksakov ( Russie) - 7 rallyes (2007, 2008)
- Markku Alén ( Finlande) — 129 rallyes (1973, 1974, 1975, 1976, 1977, 1978, 1979, 1980, 1981, 1982, 1983, 1984, 1985, 1986, 1987, 1988, 1989, 1990, 1991, 1992, 1993, 2001) // (WRC)
- Nasser Al-Attiyah ( Qatar) - 73 rallyes (2004, 2005, 2006, 2007, 2008, 2009, 2010, 2011, 2012, 2013, 2014, 2015)
- Saeed Al-Hajri ( Qatar) - 6 rallyes (1984, 1985, 1986, 1989) // (WRC)
- Bader Al-Jabri ( Émirats arabes unis) - 17 rallyes (2009, 2010, 2011) // (P-WRC, J-WRC)
- Rashid Al-Ketbi ( Émirats arabes unis) - 13 rallyes (2010, 2011, 2012, 2013, 2014) // (WRC-2, S-WRC)
- Abdulaziz Al-Kuwari ( Qatar) — 22 rallyes (2012, 2013, 2014, 2015, 2016) // (WRC, WRC-2)
- Suhail Al-Maktoum ( Émirats arabes unis) - 2 rallyes (2005, 2008)
- Ahmed Al-Mansoori ( Émirats arabes unis) - 6 rallyes (2009)
- Misfer Al-Marri ( Qatar) - 2 rallyes (2007, 2008)
- Mohamed Al-Mutawaa ( Émirats arabes unis) - 15 rallyes (2013, 2014, 2015, 2016) // (WRC-3, J-WRC)
- Ameer Al-Najjar ( Jordanie) - 1 rallye (2008) // (P-WRC)
- Abdullah Al-Qassimi ( Émirats arabes unis) - 2 rallyes (2008, 2016) // (WRC)
- Khalid Al-Qassimi ( Émirats arabes unis) — 73 rallyes (2004, 2005, 2006, 2007, 2008, 2009, 2010, 2011, 2013, 2014, 2015, 2016, 2017, 2018) // (WRC, P-WRC)
- Yazeed Al-Rajhi ( Arabie saoudite) - 46 rallyes (2008, 2010, 2011, 2012, 2013, 2014, 2015, 2016, 2017, 2018)
- Rakan Al-Rashed ( Arabie saoudite) - 2 rallyes (2020, 2021)
- Mohamed Al-Sahlawi ( Émirats arabes unis) - 1 rallye (2013)
- Majed Al-Shamsi ( Émirats arabes unis) - 18 rallyes (2009, 2010, 2011)
- Khalid Al-Shaikh ( Émirats arabes unis) - 2 rallyes (2010)
- Khalid Mohammad Al-Suwaidi ( Qatar) - 9 rallyes (2008, 2012, 2016) // (WRC-2, S-WRC, P-WRC)
- Hamed Al-Wahaibi ( Oman) — 6 rallyes (2001)
- Fauzy Aldjufrie ( Indonésie) - 2 rallyes (1995, 1996)
- Manuel Amaral da Silva ( Angola) - 2 rallyes (1973, 1974) // (WRC)
- Alain Ambrosino ( France)//(Côte d'Ivoire) — 17 rallyes (1974 à 1990)
- Nicolas Amiouni ( Liban) - 9 rallyes (2011, 2014, 2015)
- Ove Andersson ( Suède) — 28 rallyes (1973, 1974, 1975, 1976, 1977, 1978, 1979, 1980, 1982)
- Per-Gunnar Andersson ( Suède) — 63 rallyes (2002 à 2011)
- Fabio Andolfi ( Italie) - 29 rallyes (2015, 2016, 2017, 2018, 2019)
- Jean-Claude Andruet ( France) — 29 rallyes (1973, 1974, 1975, 1976, 1977, 1978, 1979, 1980, 1981, 1982, 1983, 1984, 1985, 1986, 1995)
- Hiroki Arai ( Japon) - 11 rallyes (2016, 2017, 2018)
- Toshihiro Arai ( Japon) — 86 rallyes (1997, 1998, 1999, 2000, 2001, 2002, 2003, 2004, 2005, 2006, 2007, 2008, 2009, 2010)
- Armindo Araújo ( Portugal) — 46 rallyes (2007, 2008, 2009, 2010, 2011, 2012, 2018, 2019)
- Fabrizio Arengi Bentivoglio ( Italie) - 5 rallyes (2017, 2018, 2019)
- Jon Armstrong ( Royaume-Uni) — 8 rallyes (2015, 2016, 2017)
- Raphaël Astier ( France) - 8 rallyes (2017, 2018)
- Lambros Athanassoulas ( Grèce) — 14 rallyes (2005, 2006, 2007, 2008, 2009, 2011, 2013, 2016)
- Chris Atkinson ( Australie) — 77 rallyes (2004, 2005, 2006, 2007, 2008, 2009, 2012, 2013, 2014)
- Arnaud Augoyard ( France) — 3 rallyes (2007, 2008, 2010)
- Raphaël Auquier ( Belgique) - 6 rallyes (2007) // (J-WRC)
- Constantin Aur ( Roumanie) - 7 rallyes (2003, 2004)
- Rainer Aus ( Estonie) - 1 rallye (2020)
- Didier Auriol ( France) — 152 rallyes (1984, 1985, 1986, 1987, 1988, 1989, 1990, 1991, 1992, 1993, 1994, 1995, 1996, 1997, 1998, 1999, 2000, 2001, 2002, 2003, 2005)
- Nejat Avci ( Turquie) - 1 rallye (2005)
- Yagiz Avci ( Turquie) - 5 rallyes (2004, 2005, 2010, 2018, 2020)
- Orhan Avcioglu ( Turquie) - 3 rallyes (2010, 2017)

## B
- Fulvio Bacchelli ( Italie) — 17 rallyes (1973, 1974, 1975, 1976, 1977, 1978, 1979, 1982)
- Raul Badiu ( Roumanie) - 7 rallyes (2018, 2019, 2020)
- Jason Bailey ( Canada) - 2 rallyes (2017, 2018)
- Abdullah Bakhashab ( Arabie saoudite) - 30 rallyes (1998, 1999, 2000, 2001, 2002)
- Loris Baldacci ( Saint-Marin) 16 rallyes (2005, 2006, 2007, 2008)
- Mirco Baldacci ( Saint-Marin) - 58 rallyes (2000, 2001, 2002, 2003, 2004, 2005, 2006, 2007, 2008) // (WRC, P-WRC, J-WRC)
- Miguel-Angel Baldoni ( Argentine) - 7 rallyes (2010, 2011, 2015)
- Amilcare Ballestrieri ( Italie) — 10 rallyes (1973, 1974, 1975, 1976, 1977)
- Bugra Banaz ( Turquie) - 5 rallyes (2018, 2019)
- Robert Barrable ( Irlande) - 9 rallyes (2013, 2014) // (WRC-2)
- Natalie Barratt ( Royaume-Uni) - 44 rallyes (1998, 1999, 2000, 2001, 2002, 2003, 2004, 2005, 2006)
- Kevin Barrett ( Irlande) - 2 rallyes (2006, 2007)
- Neal Bates ( Australie) - 1 rallye (1996)
- Alberto Battistolli ( Italie) - 1 rallye (2020)
- Lionel Baud ( France) - 2 rallyes (2013)
- Jean-Charles Beaubelique ( France) - 1 rallye (2019)
- Sébastien Bedoret ( Belgique) - 3 rallyes (2018, 2019)
- Bernard Béguin ( France) - 16 rallyes (1974, 1976, 1977, 1978, 1979, 1980, 1982, 1983, 1985, 1987, 1988, 1989, 1991, 1993)
- Ruairi Bell ( Royaume-Uni) - 7 rallyes (2019, 2020)
- Massimo Beltrami ( Suisse) - 2 rallyes (2004, 2005) // (WRC)
- Alexandre Bengué ( France) - 13 rallyes (1999, 2000, 2001, 2003, 2004, 2005, 2006)
- Balázs Benik ( Hongrie) - 6 rallyes (2003, 2004, 2005, 2007)
- Emil Bergkvist ( Suède) - 19 rallyes (2016, 2017, 2018, 2019) // (WRC-2, J-WRC)
- Lorenzo Bertelli ( Italie) - 56 rallyes (2011, 2012, 2013, 2014, 2015, 2016, 2017, 2019) // (WRC, WRC-2, P-WRC)
- Simone Bertolotti ( Italie) - 15 rallyes (2005, 2008, 2009) // (P-WRC, J-WRC)
- Kameran Beshadry ( Irak) - 1 rallye (2008)
- Mehmet Besler ( Turquie) - 3 rallyes (2004, 2005, 2006)
- Augusto Bestard ( Paraguay) - 8 rallyes (2014, 2015, 2016)
- Attilio Bettega ( Italie) — 26 rallyes (1978, 1979, 1980, 1981, 1982, 1983, 1984, 1985)
- Jozef Béreš ( Slovaquie) - 20 rallyes (2003, 2004, 2006, 2007)
- Massimo Biasion ( Italie) — 78 rallyes (1980, 1981, 1982, 1983, 1984, 1985, 1986, 1987, 1988, 1989, 1990, 1991, 1992, 1993, 1994)
- Mohammed Ben Sulayem ( Émirats arabes unis) - 22 rallyes (1988, 1990, 1991, 1992, 1993, 1994, 1995)
- Salah Bin Eidan ( Koweït) - 3 rallyes (2008, 2014) // (WRC-2, P-WRC)
- Dmitriy Biryukov ( Russie) - 4 rallyes (2013, 2014, 2015) // (WRC-2)
- Ondřej Bisaha ( République tchèque) - 1 rallye (2017) // (WRC-2)
- Hanii Bisharat ( Jordanie) - 1 rallye (1987) // (P-WRC)
- Marc Blazquez ( Espagne) - 2 rallyes (2001)
- Ken Block ( États-Unis) — 25 rallyes (2007, 2008, 2010, 2011, 2012, 2013, 2014, 2018)
- Stig Blomqvist  Suède — 124 rallyes (1973, 1974, 1975, 1976, 1977, 1978, 1979, 1980, 1981, 1982, 1983, 1984, 1985, 1986, 1987, 1988, 1989, 1991, 1992, 1993, 1994, 1995, 1996, 1997, 1999, 2000, 2001, 2002, 2003, 2004, 2005, 2006)
- Eamonn Boland ( Irlande) — 63 rallyes (1999, 2000, 2001, 2002, 2003, 2004, 2005, 2006, 2007, 2008, 2009, 2010, 2011, 2012, 2013, 2014, 2015, 2016, 2017, 2018, 2019, 2020)
- Evert Bolderheij ( Pays-Bas) - 4 rallyes (1999, 2000, 2003, 2006)
- Yoann Bonato ( France) - 30 rallyes (2006, 2007, 2009, 2016, 2017, 2018, 2019, 2020, 2021)
- Murat Bostanci ( Turquie) - 11 rallyes (2008, 2010, 2013, 2018)
- Luca Bottarelli ( Italie) - 6 rallyes (2018, 2019, 2020)
- Bryan Bouffier ( France) - 19 rallyes (2007, 2012, 2013, 2014, 2015, 2016, 2017, 2018)
- Possum Bourne ( Nouvelle-Zélande) - 42 rallyes (1983, 1984, 1985, 1986, 1987, 1988, 1989, 1990, 1991, 1992, 1993, 1994, 1995, 1996, 1997, 1998, 1999, 2000, 2001, 2002, 2003)
- Walter Boyce ( Canada) — 6 rallyes (1973, 1974, 1977, 1978, 1986)
- Enrico Brazzoli ( Italie) - 26 rallyes (2015, 2016, 2017, 2018, 2019, 2020, 2021)
- Craig Breen ( Irlande) - 64 rallyes (2009, 2010, 2011, 2012, 2014, 2015, 2016, 2017, 2018, 2019, 2020, 2021)
- Ray Breen ( Irlande) - 1 rallye (2007)
- Alessandro Broccoli ( Saint-Marin) - 22 rallyes (2003, 2004, 2008, 2010)
- Eyvind Brynildsen ( Norvège) - 51 rallyes (2006, 2007, 2008, 2009, 2010, 2011, 2012, 2013, 2014, 2015, 2016, 2017, 2019, 2020, 2021)
- Jakub Brzeziński ( Pologne) — 9 rallyes (2016, 2017)
- Philippe Bugalski ( France) — 36 rallyes (1984, 1988, 1989, 1991, 1992, 1994, 1995, 1997, 1998, 1999, 2000, 2001, 2002, 2003)
- Marco Bulacia Wilkinson ( Bolivie) - 17 rallyes (2018, 2019, 2020, 2021)
- Kees Burger ( Pays-Bas) - 14 rallyes (2011, 2012, 2013, 2014, 2015, 2017, 2018, 2019)
- Aaron Burkart ( Allemagne) - 38 rallyes (2003, 2004, 2005, 2006, 2007, 2008, 2009, 2010, 2011)
- Richard Burns ( Royaume-Uni) — 107 rallyes (1990, 1991, 1992, 1993, 1994, 1995, 1996, 1997, 1998, 1999, 2000, 2001, 2002, 2003)
- Michaël Burri ( Suisse) — 20 rallyes (2011, 2012, 2013, 2016)
- Olivier Burri ( Suisse) — 21 rallyes (1991, 1993, 1997, 2000, 2001, 2002, 2003, 2004, 2006, 2007, 2008, 2012, 2013, 2014, 2015, 2017, 2018, 2019 2020, 2021)
- Róbert Bútor ( Hongrie) - 2 rallyes (2004, 2006)
- John Buttimer ( Irlande) - 1 rallyes (2007)

## C
- Eric Camilli ( France) - 45 rallyes (2014, 2015, 2016, 2017, 2018, 2019, 2020, 2021)
- Pierre Campana ( France) - 5 rallyes (2007, 2008, 2011, 2012)
- Simone Campedelli ( Italie) - 18 rallyes (2006, 2007, 2008, 2009, 2013, 2014)
- Alejandro Cancio ( Argentine) - 7 rallyes (2002, 2007, 2008, 2009, 2015, 2018, 2019)
- Salvador Cañellas, Jr. ( Espagne) - 18 rallyes (1995, 1996, 1998, 1999, 2000, 2001, 2003)
- Laurent Carbonaro ( France) - 2 rallyes (2008, 2010)
- Joan Carchat ( Andorre) - 7 rallyes (2014, 2015)
- Sebastian Careaga ( Bolivie) - 3 rallyes (2017)
- Daniel Carlsson ( Suède) — 44 rallyes (1999, 2000, 2001, 2002, 2003, 2004, 2005, 2006, 2007)
- Ingvar Carlsson ( Suède) — 42 rallyes (1974, 1975, 1976, 1977, 1979, 1980, 1981, 1982, 1983, 1984, 1985, 1986, 1987, 1988, 1989, 1990, 1991)
- Bernd Casier ( Belgique) - 7 rallyes (2005, 2006)
- Eduardo Castro ( Pérou) - 1 rallye (2019)
- Massimo Ceccato ( Italie) - 15 rallyes (1999, 2001, 2003)
- Luca Cecchettini ( Italie) - 20 rallyes (2003, 2004, 2005)
- José Antonio Celsi ( Chili) - 4 rallye (1986, 1987, 1988, 1989)
- Jan Černý ( République tchèque) - 7 rallyes (2011, 2014)
- Dario Cerrato ( Italie) — 17 rallyes (1979, 1980, 1981, 1982, 1983, 1984, 1985, 1986, 1988, 1989, 1990, 1991)
- Burcu Çetinkaya ( Turquie) - 15 rallyes (2006, 2007, 2008, 2009, 2010, 2018)
- Baldev Chager ( Kenya) - 1 rallye (1998)
- Chi Wah Chan ( Hong Kong) - 3 rallyes (1997, 1999) // (P-WRC)
- Sébastien Chardonnet ( France) - 22 rallyes (2012, 2013, 2014, 2015) // (WRC, WRC-2, WRC-3)
- François Chatriot ( France) — 24 rallyes (1981, 1982, 1983, 1984, 1985, 1986, 1987, 1988, 1989, 1990, 1991, 1992, 1993, 1996)
- François Chauche ( France) — 11 rallyes
- Bernard Cheneviere ( Andorre) - 1 rallye (1982) // (WRC)
- Adolphe Choteau ( France) — 10 rallyes (1980, 1981, 1984, 1985, 1986, 1987, 1988, 1989, 1990, 1991)
- Wojciech Chuchała ( Pologne) - 1 rallye (2017)
- Nicolas Ciamin ( France) - 28 rallyes (2016, 2017, 2018, 2019, 2020, 2021)
- Luís Climent ( Espagne) - 37 rallyes (1991, 1992, 1993, 1997, 1998, 1999, 2000, 2001) // (WRC, P-WRC)
- Luciano Cobbe ( Italie) - 2 rallyes (2019, 2020)
- Noel Coelho ( Portugal) - 1 rallye (1973)
- Graham Coffey ( Royaume-Uni) - 1 rallye (2015)
- Louise Cook ( Royaume-Uni) - 12 rallyes (2012, 2016, 2017, 2018) // (WRC-3, P-WRC)
- Billy Coleman ( Irlande) — 8 rallyes (1973, 1974, 1975, 1976, 1977, 1978, 1979, 1985)
- Bob Colsoul ( Belgique) — 13 rallyes (1999, 2000, 2002)
- Ricardo Cordero, Jr. ( Mexique) - 3 rallyes (2014, 2018, 2019)
- Philip Cracco ( Belgique) - 3 rallyes (2013, 2014)
- Keith Cronin ( Irlande) - 6 rallyes (2013)
- Andrea Crugnola ( Italie) - 17 rallyes (2011, 2013, 2015, 2016, 2017) // (WRC-2, WRC-3, J-WRC, WRC Academy)
- Tibor Cserhalmi ( Slovaquie) - 2 rallyes (2002, 2003)
- Burak Cukurova ( Turquie) - 7 rallyes (2004, 2005, 2006, 2010, 2018, 2019, 2020)
- Jean-Marie Cuoq ( France) - 3 rallyes (2007, 2008, 2010)

## D
- Christine Dacremont ( France) - 2 rallyes 1976, 1977
- Christoffer Dahlström ( Finlande) - 4 rallyes (2008, 2010, 2011, 2013)
- Charlotte Dalmasso ( France) - 4 rallyes (2013, 2015)
- Bernard Darniche ( France) — 38 rallyes (1973, 1974, 1975, 1976, 1977, 1978, 1979, 1980, 1981, 1982, 1983, 1984, 1985, 1987)
- Claudiu David ( Roumanie) - 3 rallyes (2007)
- Andy Dawson ( Royaume-Uni) — 18 rallyes (1973, 1974, 1975, 1976, 1977, 1978, 1979, 1980, 1981, 1982)
- Cédric De Cecco ( Belgique) - 2 rallyes (2020, 2021)
- Ghislain de Mevius ( Belgique) - 13 rallyes (2014, 2015, 2016)
- Grégoire de Mevius ( Belgique) — 42 rallyes (1988, 1989, 1990, 1991, 1992, 1993, 1994, 1995, 1997, 1998, 2001)
- Guillaume De Mévius ( Belgique) - 7 rallyes (2015, 2016, 2018, 2019)
- Damiano De Tommaso ( Italie) - 10 rallyes (2015, 2016)
- François Delecour ( France) — 97 rallyes (1984, 1986, 1987, 1989, 1990, 1991, 1992, 1993, 1994, 1995, 1996, 1997, 1998, 1999, 2000, 2001, 2002, 2012)
- Federico Della Casa ( Suisse) - 16 rallyes (2012, 2013, 2014, 2015, 2016)
- Jean Deschazeaux ( Maroc) - 1 rallye (1975)
- Ali Deveci ( Turquie) - 1 rallye (2005)
- Callum Devine ( Irlande) - 6 rallyes (2017, 2018)
- Sean Devine ( Irlande) - 1 rallye (2007)
- Miguel Díaz-Aboitiz ( Espagne) - 5 rallyes (2017, 2019, 2020, 2021)
- Diego Dominguez ( Paraguay) - 4 rallyes (2000, 2001, 2014, 2015) // (WRC-2, J-WRC)
- Aron Domżała ( Pologne) - 6 rallyes (2012, 2014)
- Krum Donchev ( Bulgarie) - 6 rallyes (2003, 2010) // (S-WRC, J-WRC)
- Cao Dong Liu ( Chine) - 4 rallyes (2008, 2009, 2010) // (WRC, P-WRC)
- Eugene Donnelly ( Irlande) - 1 rallye (2007)
- David Doppelreiter ( Autriche) - 4 rallyes (2002) // (J-WRC)
- Frédéric Dor ( France) — 44 rallyes (1990, 1991, 1993, 1996, 1997, 1998, 1999, 2000, 2001, 2002)
- Christian Dorche ( France) — 15 rallyes (1978, 1980, 1981, 1982, 1983, 1984, 1985, 1987)
- Alexander Dorosinskiy ( Russie) - 6 rallyes (2004, 2005, 2006, 2007)
- Pauric Duffy ( Irlande) - 2 rallyes (2015)
- Vincent Dubert ( France) - 9 rallyes (2012, 2016)
- Romain Dumas ( France) - 7 rallyes (2012, 2013, 2014, 2015, 2017)
- Ian Duncan ( Kenya) — 15 rallyes (1983, 1984, 1985, 1986, 1988, 1989, 1990, 1991, 1992, 1993, 1994, 1996, 1997, 1999)
- Christopher Duplessis ( États-Unis) - 4 rallyes (2011, 2012) // (WRC Academy)
- François Duval ( Belgique) — 84 rallyes (2001, 2002, 2003, 2004, 2005, 2006, 2007, 2008, 2010)

## E
- José Armando Eduque ( Philippines) - 2 rallyes (1986, 1987)
- Per Eklund ( Suède) — 83 rallyes (1973, 1974, 1975, 1976, 1977, 1978, 1979, 1980, 1981, 1982, 1983, 1984, 1985, 1986, 1987, 1988, 1989, 1990, 1991, 1992, 1993, 1996, 1997)
- Mattias Ekström ( Suède) — 8 rallyes (1999, 2000, 2003, 2004, 2005, 2006)
- Massimo Ercolani ( Saint-Marin) – 10 rallyes (1980, 1984, 1985, 1987, 1988, 1989, 1991, 1992)
- Tibor Érdi, Jr. ( Hongrie) — 10 rallyes (2010, 2011, 2012, 2013)
- Kenneth Eriksson ( Suède) — 138 rallyes (1980, 1981, 1982, 1983, 1984, 1985, 1986, 1987, 1988, 1989, 1990, 1991, 1992, 1993, 1994, 1995, 1996, 1997, 1998, 1999, 2000, 2001, 2002)
- Riccardo Errani ( Italie) — 51 rallyes (1987, 1988, 1989, 1993, 1994, 1995, 1996, 1999, 2000, 2001, 2002, 2003, 2004, 2005, 2006, 2007, 2008)
- Mikko Eskelinen ( Finlande) - 2 rallyes (2010, 2011)
- Remy Espinoza ( Costa Rica) - 1 rallye (2008)
- Gwyndaf Evans ( Royaume-Uni) — 29 rallyes (1987, 1989, 1990, 1991, 1992, 1993, 1994, 1995, 1996, 1997, 1998, 1999, 2000, 2001, 2002, 2003, 2006, 2007)
- Elfyn Evans ( Royaume-Uni) - 95 rallyes / 3 victoires (2011, 2012, 2013, 2014, 2015, 2016, 2017, 2018, 2019, 2020, 2021)
- Viviane Evina ( Cameroun) - 3 rallyes (1990, 1991, 1992)

## F
- Michel Fabre ( France) - 9 rallyes (1986, 1989, 2016) // (WRC, WRC-3)
- Amjad Farrah ( Jordanie) - 10 rallyes (2006, 2007, 2008, 2010)
- Abdo Feghali ( Liban) - 9 rallyes (2002, 2003, 2004)
- Roger Feghali ( Liban) - 6 rallyes (2001, 2002)
- Emilio Fernández ( Chili) - 10 rallyes (2018, 2019, 2020)
- Cyrille Feraud ( France) - 1 rallyes (2018)
- Ramón Ferreyros ( Pérou) - 27 rallyes (1998, 1999, 2000, 2001, 2002, 2003, 2004)
- Alex Fiorio ( Italie) — 47 rallyes (1987, 1988, 1989, 1990, 1991, 1992, 1993, 1994, 1995)
- Alastair Fisher ( Royaume-Uni) - 23 rallyes (2009, 2011, 2012, 2013, 2014)
- Jorge Fleck ( Brésil) - 3 rallyes (1982, 1987) // (WRC)
- Patrik Flodin ( Suède) - 39 rallyes (2005, 2006, 2007, 2008, 2009, 2010, 2011) // (WRC, P-WRC)
- Terry Folb ( France) - 24 rallyes (2013, 2014, 2015, 2016, 2017, 2018)
- Ferran Font ( Andorre) — 24 rallyes (1993, 1995, 1996, 1997, 1998, 1999, 2003, 2004, 2005, 2011, 2012)
- Alexander Foss ( Norvège) - 6 rallyes (2002) // (J-WRC)
- Alain Foulon ( France) - 14 rallyes (2000, 2012, 2013, 2015, 2016, 2017) // (WRC-2, P-WRC)
- Adrien Fourmaux ( France) - 16 rallyes (2019, 2020, 2021)
- Jean-Baptiste Franceschi ( France) - 10 rallyes (2018) // (WRC-3, J-WRC)
- Goran Francetić ( Croatie) - 1 rallye (2007) // (P-WRC)
- Guy Fréquelin ( France) — 35 rallyes (1973, 1974, 1975, 1976, 1977, 1978, 1979, 1980, 1981, 1982, 1983, 1984, 1985, 1987)
- Fabio Frisiero ( Italie) — 31 rallyes (2000, 2001, 2002, 2003, 2004, 2005, 2006, 2007)
- Nicolás Fuchs ( Pérou) - 42 rallyes (2009, 2010, 2011, 2012, 2013, 2014, 2015, 2016) // (WRC-2, P-WRC)
- Édio Füchter ( Brésil) - 1 rallye (1989)
- Rajmund Fülöp ( Hongrie) - 1 rallye (2003) // (WRC)

## G
- Alejandro Galanti ( Paraguay) - 13 rallyes (1998, 2001, 2002)
- Marco Galanti, Jr. ( Paraguay) - 6 rallyes (1996, 1997, 1998, 1999)
- Shaun Gallagher ( Irlande) - 17 rallyes (2003, 2004, 2005, 2007, 2008, 2009)
- Gianluigi Galli ( Italie) — 67 rallyes (1998, 1999, 2000, 2001, 2002, 2003, 2004, 2005, 2006, 2007, 2008)
- Carlos Garcia-Fessman ( Venezuela) - 5 rallyes (2013)
- Toni Gardemeister ( Finlande) — 111 rallyes (1996, 1997, 1998, 1999, 2000, 2001, 2002, 2003, 2004, 2005, 2006, 2007, 2008)
- Darren Gass ( Royaume-Uni) - 2 rallyes (2007)
- Jose Alexander Gelvez ( Venezuela) - 3 rallyes (2013) // (WRC-2)
- Nick Georgiou ( Liban) - 9 rallyes (2008, 2010) // (P-WRC)
- Georgi Geradzhiev, Jr. ( Bulgarie) - 12 rallyes (2003, 2004, 2005)
- Quentin Gilbert ( France) - 38 rallyes (2012, 2013, 2014, 2015, 2016, 2017)
- Gaurav Gill ( Inde) - 7 rallyes (2008, 2009, 2018) // (WRC-2, P-WRC)
- Olivier Gillet ( Suisse) - 3 rallyes (2000, 2001, 2006) // (WRC, P-WRC)
- Saulius Girdauskas ( Lituanie) - 9 rallyes (2001, 2002, 2003, 2005)
- Dan Girtofan ( Roumanie) - 1 rallye (2004)
- Valeriy Gorban ( Ukraine) - 50 rallyes (2009, 2011, 2012, 2013, 2014, 2015, 2016, 2017)
- Douglas Gore ( Jamaïque) - 1 rallye (2004)
- Richard Göransson ( Suède) - 2 rallyes (2011, 2012)
- Gus Greensmith ( Royaume-Uni) - 49 rallyes (2014, 2015, 2016, 2017, 2018, 2019, 2020, 2021)
- Marijan Griebel ( Allemagne) - 8 rallyes (2011, 2014, 2015, 2016, 2017, 2018)
- Werner Grissmann ( Autriche) — 10 rallyes (1982, 1983, 1984, 1985, 1986)
- Anders Grøndal ( Norvège) — 19 rallyes (2004, 2005, 2006, 2007, 2009, 2010, 2011, 2012, 2013, 2014, 2015, 2016, 2017)
- Marcus Grönholm ( Finlande) — 151 rallyes (1989, 1990, 1991, 1992, 1993, 1994, 1995, 1996, 1997, 1998, 1999, 2000, 2001, 2002, 2003, 2004, 2005, 2006, 2007, 2009, 2010, 2019)
- Niclas Grönholm ( Finlande) - 1 rallye (2020)
- Ulf Grönholm ( Finlande) - 4 rallyes (1973, 1974, 1978, 1979)
- Georg Gross ( Estonie) - 2 rallyes (2009, 2020)
- Nikolay Gryazin ( Russie) - 15 rallyes (2019, 2020, 2021)
- Stanislav Gryazin ( Russie) - 16 rallyes (1999, 2000, 2001, 2002, 2003, 2004)
- Vasiliy Gryazin ( Russie) - 3 rallyes (2013, 2014)
- Benito Guerra ( Mexique) - 42 rallyes (2006, 2007, 2008, 2009, 2010, 2011, 2012, 2013, 2014, 2015, 2016, 2017, 2018, 2019, 2020)
- Hasse Gustafsson ( Suède) - 1 rallye (2013)

## H
- Sven Haaf ( Allemagne) - 6 rallyes (2002, 2004) // (J-WRC)
- Jan Habig ( Afrique du Sud) - 4 rallyes (1994, 1996, 1998, 2012) // (WRC)
- Sepp Haider ( Autriche) — 14 rallyes (1977, 1987, 1988, 1989, 1993)
- Ashley Haigh-Smith ( Afrique du Sud) - 5 rallyes (2011, 2012) // (WRC Academy)
- Juho Hänninen ( Finlande) - 56 rallyes (2006, 2007, 2008, 2009, 2010, 2011, 2013, 2014, 2015, 2017, 2019)
- Tony Hardianto ( Indonésie) - 3 rallyes (1995, 1996, 1997)
- Beppo Harrach ( Autriche) — 12 rallyes (2002, 2003, 2005, 2009)
- Nigel Heath ( Royaume-Uni) — 40 rallyes (1993, 1994, 1995, 1996, 1997, 1998, 1999, 2000, 2001, 2002, 2003, 2004, 2005, 2006)
- Taisto Heinonen ( Canada)//( Finlande) - 3 rallyes (1973, 1978, 1979)
- Patrick Heintz ( Suisse) - 3 rallyes (2006) // (P-WRC)
- Alberto Heller ( Chili) - 10 rallyes (2018, 2019, 2020)
- Pedro Heller ( Chili) - 13 rallyes (2017, 2018, 2019)
- Hjorleifur Hilmarsson ( Islande) - 1 rallye (1987)
- Thilo Himmel ( Namibie) - 1 rallye (2016) // (WRC-3, J-WRC)
- Karim Hirji ( Ouganda) - 4 rallyes (1994, 1996, 1997, 1998) // (WRC)
- Jonathan Hirschi ( Suisse) - 7 rallyes (2014, 2015) // (WRC-2)
- Mikko Hirvonen ( Finlande) — 163 rallyes / 15 victoires (2002, 2003, 2004, 2005, 2006, 2007, 2008, 2009, 2010, 2011, 2012, 2013, 2014) // (WRC, J-WRC)
- David Holder ( Nouvelle-Zélande) - 5 rallyes (2018) // (WRC-3, J-WRC)
- Krzysztof Holowczyc ( Pologne) - 21 rallyes (1996, 1997, 1998, 1999, 2000, 2003, 2009, 2014, 2015)
- Peter Horsey ( Kenya) - 6 rallyes (2010)
- Martin Hudec ( République tchèque) - 3 rallyes (2013)
- Aleks Humar ( Slovénie) - 1 rallye (2007)
- Harry Hunt ( Royaume-Uni) - 17 rallyes (2010, 2011, 2015)
- Jari Huttunen ( Finlande) - 19 rallyes (2015, 2017, 2018, 2019, 2020, 2021)
- Gert Huzink ( Pays-Bas) — 1 rallye (2010)

## I
- Chrístos Iliádis ( Chypre) - 1 rallye (2000)
- Dimitar Iliev ( Bulgarie) - 14 rallyes (2002, 2003, 2005, 2006, 2010)
- Ignat Isaev ( Bulgarie) - 1 rallye (2010)
- Volkan Işık ( Turquie) - 7 rallyes (1999)
- Benjamin Israel ( Chili) - 1 rallye (2019)
- Claudio Israel ( Chili) - 2 rallyes (1987, 1988)
- Samuel Israel ( Chili) - 1 rallye (2019)
- Vicente Israel ( Chili) - 1 rallye (2019)
- Kjell Ivarsson ( Suède) - 1 rallye (1973)
- Carlos Izquierdo ( Mexique) - 3 rallyes (2004, 2008, 2012)

## J
- Guy Jack ( Kenya) - 2 rallyes (1991, 1993)
- Txus Jaio ( Espagne) - 5 rallyes (1999, 2000, 2001, 2002)
- Günther Janger ( Autriche) - 3 rallyes (1973)
- Julián Jaramillo ( Colombie) - 3 rallyes (2016, 2017, 2018)
- Raul Jeets ( Estonie) - 5 rallyes (2017, 2020)
- Andrej Jereb ( Slovénie) - 8 rallyes (1999, 2006, 2007, 2008)
- Miran Jerman ( Slovénie) - 2 rallyes (2008, 2009)
- Deividas Jocius ( Lituanie) - 6 rallyes (2008, 2017, 2018, 2020)
- Martin Johansen ( Danemark) - 2 rallyes (2007, 2008)
- Björn Johansson ( Suède) — 19 rallyes (1978, 1979, 1980, 1981, 1982, 1983, 1984, 1985, 1987, 1988, 1989, 1991, 1992)
- Tobias Johansson ( Suède) - 12 rallyes (2002, 2003, 2004, 2005)
- Sean Johnston ( États-Unis) - 11 rallyes (2019, 2020, 2021)
- Mats Jonsson ( Suède) — 40 rallyes (1979, 1980, 1981, 1982, 1983, 1984, 1985, 1986, 1987, 1988, 1989, 1990, 1991, 1992, 1993, 1995, 1996, 1997, 1998, 1999, 2000, 2001, 2007)
- Lauri Joona ( Finlande) - 3 rallyes (2019, 2020, 2021)
- Michel Jourdain ( Mexique) - 8 rallyes (2010, 2011)
- Vladas Jurkevičius ( Lituanie) - 2 rallyes (2020, 2021)

## K
- Matthias Kahle ( Allemagne) - 8 rallyes (1999, 2001, 2002, 2003, 2006)
- Kajetan Kajetanowicz ( Pologne) - 17 rallyes (2016, 2018, 2019, 2020)
- Harry Källström ( Suède) — 28 rallyes (1973, 1974, 1975, 1976, 1977, 1978, 1979, 1980)
- Martin Kangur ( Estonie) - 8 rallyes (2010, 2011, 2014)
- Juha Kankkunen ( Finlande) — 162 rallyes (1979, 1982, 1983, 1984, 1985, 1986, 1987, 1988, 1989, 1990, 1991, 1992, 1993, 1994, 1995, 1996, 1997, 1998, 1999, 2000, 2001, 2002, 2010)
- Sergey Karyakin ( Russie) - 7 rallyes (2011)
- Kosti Katajamäki ( Finlande) - 35 rallyes (2001, 2002, 2003, 2004, 2005, 2006)
- Takamoto Katsuta ( Japon) - 30 rallyes (2016, 2017, 2018, 2019, 2020, 2021)
- Emmanuel Katto ( Ouganda) - 3 rallyes (1997, 1998, 1999)
- Tomaž Kaučič ( Slovénie) - 1 rallye (2009)
- Egon Kaur ( Estonie) - 13 rallyes (2006, 2008, 2009, 2011, 2014, 2020, 2021)
- Ercan Kazaz ( Turquie) - 6 rallyes (1989, 1990, 1998, 2004, 2005, 2006)
- Edwin Keleti ( Roumanie) - 2 rallyes (2009, 2010)
- Jari Ketomaa ( Finlande) - 42 rallyes (2000, 2001, 2002, 2007, 2008, 2009, 2010, 2011, 2012, 2013, 2014, 2015)
- Jukka Ketomäki ( Finlande) — 23 rallyes (2001, 2002, 2003, 2004, 2005, 2006, 2007, 2008, 2009, 2010, 2011, 2012, 2017)
- Oleksiy Kikireshko ( Ukraine) - 22 rallyes (2011, 2012, 2013, 2014, 2015)
- Aji Kim ( Corée du Sud) - 2 rallyes (2005, 2008)
- Rory King ( Jamaïque) - 1 rallye (2004)
- Mike Kirkland ( Kenya) — 24 rallyes (1973, 1975, 1978, 1979, 1980, 1981, 1982, 1983, 1984, 1985, 1986, 1987, 1988, 1989, 1990, 1991)
- Anders Kjaer ( Norvège) - 3 rallyes (2006, 2007, 2009)
- Nico Knacker ( Allemagne) - 4 rallyes (2019)
- Martin Koči ( Slovaquie) - 30 rallyes (2012, 2013, 2014, 2015, 2016, 2017)
- Jean-Marie Kohli ( Suisse) - 5 rallyes (1987, 1988, 1989, 1991, 1996)
- Priit Koik ( Estonie) - 1 rallye (2020)
- Kristian Kolberg ( Norvège) - 4 rallyes (2001, 2002, 2003, 2004)
- Jarosław Kołtun ( Pologne) - 13 rallyes (2012, 2014, 2015, 2016, 2017, 2020)
- Miloš Komljenović ( Serbie) - 10 rallyes (2007, 2008)
- Nikita Kondrakhin ( Russie) - 6 rallyes (2010, 2011, 2013)
- Michał Kościuszko ( Pologne) - 52 rallyes (2006, 2007, 2008, 2009, 2010, 2011, 2012, 2013)
- Matti Koskelo ( Finlande) - 3 rallyes (2014, 2015, 2016)
- Jan Kopecký ( République tchèque) — 58 rallyes (2002, 2003, 2004, 2005, 2006, 2007, 2008, 2015, 2016, 2017, 2018, 2019, 2020)
- Tomáš Kostka ( République tchèque) - 2 rallyes (2013)
- Ladislav Křeček ( République tchèque) — 20 rallyes (1982, 1983, 1984, 1985, 1986, 1987, 1988, 1989, 1990, 1993)
- Armin Kremer ( Allemagne) — 39 rallyes (1995, 1997, 1998, 1999, 2002, 2004, 2011, 2012, 2013, 2014, 2015, 2016, 2017, 2018, 2020)
- Roman Kresta ( République tchèque) — 35 rallyes (2001, 2002, 2003, 2004, 2005)
- Tom Kristensson ( Suède) - 10 rallyes (2018, 2019, 2020)
- Johan Kristoffersson ( Suède) - 6 rallyes (2016, 2018, 2019, 2020, 2021)
- Gustav Kruuda ( Estonie) - 1 rallye (2020)
- Karl Kruuda ( Estonie) - 36 rallyes (2010, 2011, 2012, 2013, 2014, 2015, 2016, 2020)
- Robert Kubica ( Pologne) - 24 rallyes (2013, 2014, 2015, 2016)
- Tomasz Kuchar ( Pologne) - 8 rallyes (2002, 2003)
- Dennis Kuipers (en) ( Pays-Bas) - 27 rallyes (2008, 2009, 2010, 2011, 2012, 2013, 2014) // (WRC, S-WRC)
- Janusz Kulig ( Pologne) - 11 rallyes (1999, 2000, 2001, 2002, 2003)
- Anders Kulläng ( Suède) — 45 rallyes (1973, 1974, 1975, 1976, 1977, 1978, 1979, 1980, 1981, 1982, 1984, 1988)
- Naren Kumar ( Inde) - 5 rallyes (2008)
- Petri Kumpumäki ( Finlande) - 1 rallye (1999)
- Kimmo Kurkela ( Finlande) - 1 rallye (2020)
- Svatopluk Kvaizar ( République tchèque) — 17 rallyes (1977, 1978, 1979, 1981, 1982, 1983, 1984, 1985, 1986, 1987, 1988)
- Leonídas Kyrkos ( Grèce) — 9 rallyes (1984, 1987, 1994, 1996, 1997, 1998, 1999, 2000, 2005)
- Jarmo Kytölehto ( Finlande) — 16 rallyes (1990, 1991, 1992, 1993, 1994, 1995, 1996, 1997, 1998)

## L
- Ari Laivola ( Finlande) — 17 rallyes (2000, 2001, 2002, 2004, 2007, 2008, 2009, 2010, 2011, 2012, 2014, 2016)
- Simo Lampinen ( Finlande) — 19 rallyes (1973, 1974, 1975, 1976, 1977, 1978, 1979)
- Boucham Lamrani ( Maroc) - 1 rallye (1975)
- Esapekka Lappi ( Finlande) - 63 rallyes / 1 victoire (2011, 2012, 2013, 2015, 2016, 2017, 2018, 2019, 2020, 2021)
- Taisko Lario ( Finlande) - 12 rallyes (2015, 2016, 2017, 2018)
- Henk Lategan ( Afrique du Sud) - 2 rallyes (2015)
- Jari-Matti Latvala ( Finlande) — 209 rallyes / 18 victoires (2002, 2003, 2004, 2005, 2006, 2007, 2008, 2009, 2010, 2011, 2012, 2013, 2014, 2015, 2016, 2017, 2018, 2019, 2020)
- Pierre Le Nestour ( Maroc) - 1 rallye (1975)
- Stéphane Lefebvre ( France) - 41 rallyes (2013, 2014, 2015, 2016, 2017, 2018)
- Mikko Lehessaari ( Finlande) - 5 rallyes (2010, 2011, 2013, 2017)
- Yeray Lemes ( Espagne) — 25 rallyes (2007, 2010, 2011, 2012, 2013, 2014, 2016)
- Daniel Levy ( Israël) - 2 rallyes (2000, 2002)
- Piero Liatti ( Italie) — 53 rallyes (1990, 1991, 1992, 1993, 1994, 1995, 1996, 1997, 1998, 1999, 2000, 2001, 2003, 2004)
- Marcos Ligato ( Argentine) — 62 rallyes (1998, 1999, 2000, 2001, 2002, 2003, 2004, 2005, 2006, 2007, 2008, 2009, 2012, 2013, 2015, 2016)
- Chewon Lim ( Corée du Sud) - 2 rallyes (2016, 2017)
- Gianluca Linari ( Italie) — 45 rallyes (2007, 2008, 2009, 2010, 2011, 2012, 2014, 2015, 2018)
- Emil Lindholm ( Finlande) - 9 rallyes (2017, 2018, 2019, 2020, 2021)
- Sebastian Lindholm ( Finlande) — 39 rallyes (1984, 1985, 1986, 1987, 1988, 1989, 1990, 1991, 1992, 1993, 1994, 1995, 1996, 1997, 1998, 1999, 2000, 2001, 2002, 2003, 2004, 2005, 2007, 2012)
- Joonas Lindroos ( Finlande) - 4 rallyes (2004, 2010, 2011, 2012)
- Georg Linnamäe ( Estonie) - 5 rallyes (2019, 2020, 2021)
- Adrian Linton ( Barbade) - 3 rallyes (2006, 2007, 2009)
- Sébastien Loeb ( France) — 180 rallyes / 79 victoires (1999, 2000, 2001, 2002, 2003, 2004, 2005, 2006, 2007, 2008, 2009, 2010, 2011, 2012, 2013, 2015, 2018, 2019, 2020)
- David Loix ( Belgique) — 2 rallyes (2000)
- Freddy Loix ( Belgique) — 87 rallyes (1993, 1994, 1995, 1996, 1997, 1998, 1999, 2000, 2001, 2002, 2003, 2004)
- Alejandro Lombardo ( Venezuela) - 3 rallyes (2013)
- Pontus Lönnström ( Suède) - 4 rallyes (2019, 2020)
- Francisco López ( Chili) - 1 rallye (2019)
- Pierre-Louis Loubet ( France) - 41 rallyes (2015, 2016, 2017, 2018, 2019, 2020, 2021)
- Kornél Lukács ( Hongrie) - 7 rallyes (2014, 2015) // (WRC-3, J-WRC)
- Alexey Lukyanuk ( Russie) - 3 rallyes (2013, 2015, 2017) // (WRC-2, P-WRC)
- Henrik Lundgaard ( Danemark) — 16 rallyes (1995, 1997, 1998, 1999, 2000, 2001)

## M
- Mait Maarend ( Estonie) - 7 rallyes (2013, 2014, 2015, 2016)
- Aaron MacHale ( Irlande) - 2 rallyes (2007, 2009)
- Austin McHale ( Irlande) - 7 rallyes (1979, 1981, 2002, 2006, 2007, 2009)
- Gareth MacHale ( Irlande) - 14 rallyes (2006, 2007, 2009)
- Rui Madeira ( Portugal) — 26 rallyes (1992, 1993, 1994, 1995, 1996, 1997, 1998, 1999, 2000, 2001, 2007)
- Bruno Magalhães ( Portugal) - 7 rallyes (2000, 2001, 2007, 2009, 2011, 2013, 2019)
- Tommi Mäkinen ( Finlande) — 139 rallyes (1987, 1988, 1989, 1990, 1991, 1992, 1993, 1994, 1995, 1996, 1997, 1998, 1999, 2000, 2001, 2002, 2003)
- Filip Mareš ( République tchèque) - 1 rallye (2020)
- Stefano Marrini ( Italie) — 38 rallyes (1996, 1999, 2000, 2001, 2002, 2003, 2004, 2005, 2006, 2007, 2008, 2009)
- Charles Martin ( France) - 1 rallye (2017) // (WRC-3)
- António Martins ( Afrique du Sud) - 2 rallyes (1981, 1982)
- Julien Maurin ( France) - 27 rallyes (2010,  2011, 2012, 2013, 2014, 2015, 2016)
- Walter Mayer ( Autriche) - 1 rallye (2016)
- Saladin Mazlan ( Malaisie) - 9 rallyes (1997, 1999, 2000, 2001)
- Noel McCarrick ( Irlande) - 1 rallye (2007)
- Josh McErlean ( Irlande) - 2 rallyes (2019, 2020)
- Emma McKinstry ( Royaume-Uni) - 1 rallye (2007)
- Tim McNulty ( Irlande) - 2 rallyes (2007, 2009)
- Alister McRae ( Royaume-Uni) — 75 rallyes (1991, 1992, 1993, 1994, 1995, 1996, 1997, 1998, 1999, 2000, 2001, 2002, 2003, 2004, 2006, 2007)
- Colin McRae ( Royaume-Uni) — 146 rallyes (1987, 1988, 1989, 1990, 1991, 1992, 1993, 1994, 1995, 1996, 1997, 1998, 1999, 2000, 2001, 2002, 2003, 2005, 2006)
- Niall McShea ( Royaume-Uni) — 33 rallyes (1999, 2000, 2001, 2002, 2003, 2004, 2005, 2006, 2007, 2009)
- Kris Meeke ( Royaume-Uni) — 99 rallyes / 5 victoires (2002, 2003, 2004, 2005, 2006, 2007, 2011, 2013, 2014, 2015, 2016, 2017, 2018, 2019)
- Shekhar Mehta ( Kenya) — 47 rallyes (1973, 1974, 1975, 1976, 1977, 1978, 1979, 1980, 1981, 1982, 1983, 1984, 1985, 1986, 1987)
- Jaroslav Melichárek ( Slovaquie) - 10 rallyes (2011, 2012, 2013, 2014, 2015, 2016)
- Paul-Marc Meylan ( Suisse) — 31 rallyes (1974, 1978, 1979, 1980, 1981, 1982, 1983, 1984, 1985, 1986, 1987)
- Mauro Miele ( Italie) - 2 rallyes (2018, 2019)
- Andreas Mikkelsen ( Norvège) - 113 rallyes / 3 victoires (2006, 2007, 2008, 2009, 2010, 2011, 2012, 2013, 2014, 2015, 2016, 2017, 2018, 2019, 2020, 2021)
- Hannu Mikkola ( Finlande) — 123 rallyes (1973, 1974, 1975, 1976, 1977, 1978, 1979, 1980, 1981, 1982, 1983, 1984, 1985, 1986, 1987, 1988, 1989, 1990, 1991, 1993)
- Josh Moffett ( Irlande) - 2 rallyes (2014, 2015) // (WRC, P-WRC)
- Sam Moffett ( Irlande) - 2 rallyes (2014, 2015)
- Jaan Mölder, Jr. ( Estonie) - 21 rallyes (2005, 2006, 2007, 2008)
- Tamara Molinaro ( Italie) - 3 rallyes (2017, 2018, 2019)
- Mattias Monelius ( Suède) - 5 rallyes (2016, 2017, 2018, 2019)
- Franco Morbidelli ( Italie) - 1 rallye (2020)
- Achim Mörtl ( Autriche) - 10 rallyes (2001, 2002)
- Ricardo Moura ( Portugal) - 6 rallyes (2009, 2010, 2011, 2012, 2013, 2014)
- Michèle Mouton ( France) — 50 rallyes (1974, 1975, 1976, 1977, 1978, 1979, 1980, 1981, 1982, 1983, 1984, 1985, 1986)
- Charles Muhangi ( Ouganda) - 1 rallye (2002)
- Reijo Muhonen ( Finlande) - 12 rallyes (2007, 2009, 2010, 2011)
- John Mulholland ( Royaume-Uni) - 1 rallye (2007)
- Yvan Muller ( France) - 3 rallyes (2010, 2011, 2012) // (WRC, S-WRC)
- Sandro Munari ( Italie) — 36 rallyes (1973, 1974, 1975, 1976, 1977, 1978, 1979, 1980, 1981, 1982, 1983, 1984)
- Bernard Munster ( Belgique) — 5 rallyes (1996, 1997, 2003, 2006, 2008)
- Grégoire Munster ( Luxembourg) - 5 rallyes (2019, 2020)
- Koray Muratoğlu ( Turquie) - 7 rallyes (2006, 2008)

## N
- Francisco Name, Jr. ( Mexique) — 10 rallyes (2005, 2006, 2007, 2011, 2016, 2017, 2018)
- Andrea Navarra ( Italie) — 15 rallyes (1995, 1996, 1997, 1998, 1999, 2000, 2004)
- Martín Navas ( Équateur) - 1 rallye (2017)
- Andis Neikšans ( Lettonie) - 12 rallyes (2005, 2006, 2008, 2009, 2010, 2011, 2012)
- Andrew Nesbitt ( Irlande) - 2 rallyes (2004, 2007)
- Thierry Neuville ( Belgique) - 158 rallyes / 20 victoires (2010, 2012, 2013, 2014, 2015, 2016, 2017, 2018, 2019, 2020, 2021, 2022, 2023, 2024)
- Jean-Pierre Nicolas ( France) — 40 rallyes (1973, 1974, 1975, 1976, 1977, 1978, 1979, 1980, 1984)
- Florian Niegel ( Allemagne) - 8 rallyes (2007, 2008, 2010)
- Niko-Pekka Nieminen ( Finlande) - 9 rallyes (2011, 2012, 2013, 2014)
- Miko-Ove Niinemäe ( Estonie) - 8 rallyes (2011, 2017) // (J-WRC, WRC Academy)
- Jarkko Nikara (en) ( Finlande) - 19 rallyes (2007, 2008, 2009, 2010, 2011, 2012, 2013, 2014, 2015, 2018) // (WRC, WRC-2, P-WRC, S-WRC, J-WRC)
- Aleksandr Nikonenko ( Russie) - 9 rallyes (1993, 1994, 1996, 1998)
- Uwe Nittel ( Allemagne) — 28 rallyes (1995, 1996, 1997, 1998, 1999, 2000, 2008)
- Kazuhiro Niwa ( Japon) - 5 rallyes (2002) // (J-WRC)
- Paulo Nobre ( Brésil) - 34 rallyes (2006, 2009, 2010, 2011, 2012, 2019, 2020)
- Juuso Nordgren ( Finlande) - 6 rallyes (2016, 2017, 2018)
- Evgeny Novikov ( Russie) - 31 rallyes (2009, 2011, 2012, 2013)
- Andrea Nucita ( Italie) - 5 rallyes (2015, 2018, 2019)
- Fumio Nutahara ( Japon) - 37 rallyes (1999, 2000, 2001, 2004, 2005, 2006, 2007, 2008)

## O
- Donie O'Sullivan ( Irlande) - 1 rallye (2004)
- Elbie Odendaal ( Afrique du Sud) - 2 rallyes (1973)
- Giacomo Ogliari ( Italie) - 5 rallyes (2004, 2008, 2020, 2021)
- Enrico Oldrati ( Italie) - 14 rallyes (2018, 2019, 2020)
- Krzysztof Oleksowicz ( Pologne) - 3 rallyes (2012, 2014, 2015)
- Maciej Oleksowicz ( Pologne) - 12 rallyes (2006, 2009, 2012, 2014, 2015)
- Daniel Oliveira ( Brésil) — 20 rallyes (2009, 2011, 2012, 2013)
- Ove Olofsson ( Suède) — 11 rallyes (1982, 1986, 1987, 1988, 1989, 1990, 1991, 1995, 1997)
- Alain Oreille ( France) — 29 rallyes (1984, 1985, 1986, 1987, 1988, 1989, 1990, 1992, 1992, 1994, 1996)
- Sébastien Ogier ( France) — 183 rallyes / 58 victoires (2008, 2009, 2010, 2011, 2012, 2013, 2014, 2015, 2016, 2017, 2018, 2019, 2020, 2021, 2022, 2023, 2024)
- Jacques Osstyn ( Maroc) - 1 rallye (1975)
- Mads Østberg ( Norvège) — 139 rallyes / 1 victoire (2006, 2007, 2008, 2009, 2010, 2011, 2012, 2013, 2014, 2015, 2016, 2017, 2018, 2019, 2020)

## P
- Jani Paasonen ( Finlande) — 30 rallyes (1997, 1998, 1999, 2000, 2001, 2002, 2003, 2004, 2005)
- Hayden Paddon ( Nouvelle-Zélande) - 80 rallyes / 1 victoire (2007, 2008, 2009, 2010, 2011, 2012, 2013, 2014, 2015, 2016, 2017, 2018, 2019)
- Alcide Paganelli ( Italie) - 16 rallyes (1973, 1974, 1975, 1976)
- Sami Pajari ( Finlande) - 6 rallyes (2019, 2020, 2021)
- Jacques Panciatici ( France) — 10 rallyes (1978, 1979, 1982, 1984, 1985, 1986, 1987,1988)
- Gilles Panizzi ( France) — 71 rallyes (1990, 1993, 1995, 1997, 1998, 1999, 2000, 2001, 2002, 2003, 2004, 2005, 2006)
- Ioánnis Papadimitríou ( Grèce) - 30 rallyes (1996, 1997, 1998, 1999, 2000, 2001, 2002, 2003, 2004, 2005)
- Jung-Yong Park ( Corée du Sud) - 5 rallyes (1995, 1996, 1997, 2000)
- Francesco Parli ( Suisse) — 6 rallyes (2009, 2010, 2013)
- Sander Pärn ( Estonie) - 24 rallyes (2009, 2011, 2012, 2013, 2014, 2015, 2016)
- Aigar Pärs ( Estonie) - 6 rallyes (2007)
- Travis Pastrana ( États-Unis) - 5 rallyes (2007, 2008)
- Karan Patel ( Kenya) - 5 rallyes (2016)
- Spýros Pavlídis ( Chypre) - 20 rallyes (2006, 2007, 2008, 2009, 2010, 2011, 2012)
- Scott Pedder ( Australie) - 8 rallyes (2015, 2016)
- Luca Pedersoli ( Italie) - 1 rallye (2012)
- Massimo Pedro ( Italie) - 9 rallyes (2019, 2020)
- Iákovos Pendarás ( Chypre) - 1 rallye (2000)
- Eduardo Peredo ( Bolivie) - 1 rallye (2007)
- Armando Pereira ( France) - 9 rallyes (2000, 2001, 2003, 2007, 2008, 2014, 2017, 2018, 2019)
- Luís Pérez Companc ( Argentine) — 28 rallyes (2001, 2002, 2003, 2004, 2005, 2006, 2007)
- Gunnar Pettersson ( Suède) — 4 rallyes (1983, 1984, 1985, 1986)
- Yorgo Philippedes ( Grèce) - 4 rallyes (2003, 2004, 2005, 2006)
- Łukasz Pieniążek ( Pologne) - 21 rallyes (2016, 2017, 2018, 2019)
- Eerik Pietarinen ( Finlande) - 10 rallyes (2013, 2015, 2016, 2018, 2019, 2020, 2021)
- Raffaele Pinto ( Italie) — 19 rallyes (1973, 1974, 1975, 1976, 1977, 1978)
- Jean-François Piot ( France) — 7 rallyes (1973, 1974, 1975)
- Erkki Pitkänen ( Finlande) — 8 rallyes (1977, 1978, 1979, 1980, 1982, 1983, 1984)
- Alexey Podgorniy ( Russie) - 1 rallye (2000)
- Marco Pollara ( Italie) - 4 rallyes (2019, 2020)
- Panikos Polykarpou ( Chypre) - 2 rallyes (2014)
- Raymond Ponnelle ( Maroc) - 3 rallyes (1973, 1975, 1976)
- Xavier Pons ( Espagne) — 72 rallyes (2003, 2004, 2005, 2006, 2007, 2010, 2011, 2014)
- Roland Poom ( Estonie) - 7 rallyes (2018, 2019, 2020)
- Alexander Potasov ( Russie) - 2 rallyes (1998)
- John Powell ( Trinité-et-Tobago) - 1 rallyes (2012)
- Gabriel Pozzo ( Argentine) — 48 rallyes (1998, 2000, 2001, 2002, 2003, 2004, 2005, 2006, 2007, 2008, 2009, 2013)
- Reza Pribadi ( Indonésie) - 2 rallyes (1996, 1997)
- Martin Prokop ( République tchèque) - 124 rallyes (2005, 2006, 2007, 2008, 2009, 2010, 2011, 2012, 2013, 2014, 2015, 2016, 2017, 2018, 2019, 2020, 2021)
- Yuriy Protasov ( Ukraine) - 45 rallyes (2011, 2012, 2013, 2014, 2015)
- Hubert Ptaszek ( Pologne) - 30 rallyes (2013, 2014, 2015, 2016, 2017)
- Juuso Pykälistö ( Finlande) — 25 rallyes (1996, 1997, 1998, 1999, 2000, 2001, 2002, 2003, 2004, 2005)

## Q
- Nicole Quimet ( Canada) - 1 rallye (1979)
- Nathan Quinn ( Australie) - 4 rallyes (2009, 2011, 2013, 2015)
- Alfonso Quirola ( Équateur) - 3 rallyes (2000, 2002, 2004)
- Ronny Qvist ( Suède) - 1 rallye (1981)

## R
- Dennis Rådström ( Suède) - 14 rallyes (2017, 2018, 2019)
- Thomas Rådström ( Suède) — 39 rallyes (1989, 1991, 1993, 1994, 1995, 1996, 1997, 1998, 1999, 2000, 2001, 2002, 2006)
- Omar Ragnarsson ( Islande) - 1 rallye (1981)
- Jean Ragnotti ( France) — 41 rallyes (1973, 1975, 1976, 1977, 1978, 1979, 1980, 1981, 1982, 1983, 1984, 1985, 1986, 1987, 1990, 1991, 1992, 1993, 1994, 1995)
- Juan Pablo Raies ( Argentine) — 12 rallyes (1992, 1993, 1996, 1998, 2001, 2002, 2005, 2006, 2007)
- Kimi Räikkönen ( Finlande) — 22 rallyes (2009, 2010, 2011)
- Matti Rantanen ( Finlande) - 9 rallyes (2005, 2006, 2007, 2008, 2009, 2010, 2011, 2012)
- Jean-Michel Raoux ( France) - 9 rallyes (2015, 2016, 2017, 2018, 2019)
- Alex Raschi ( Saint-Marin) - 9 rallyes (2008, 2010) // (P-WRC, J-WRC)
- Ala'a Rasheed ( Jordanie) - 5 rallyes (2013)
- Martin Rauam ( Estonie) - 11 rallyes (2007, 2008)
- Conrad Rautenbach ( Zimbabwe) — 56 rallyes (2004, 2005, 2006, 2007, 2008, 2009)
- Alessandro Re ( Italie) - 2 rallyes (2013, 2015) // (WRC-3, J-WRC)
- Felice Re ( Italie) - 3 rallyes (1997, 2015, 2016) // (WRC, WRC-2)
- Jorge Recalde ( Argentine) — 26 rallyes (1983, 1985, 1986, 1987, 1988, 1989, 1990, 1991, 1992, 1995, 2000)
- Brendan Reeves ( Australie) - 15 rallyes (2008, 2011, 2012, 2015)
- Max Rendina ( Italie) - 20 rallyes (2003, 2014, 2015, 2016)
- Carlos Reutemann ( Argentine) - 2 rallyes (1980, 1985)
- Patrick Richard ( Canada) - 7 rallyes (2002, 2003)
- Stéphane Richelmi ( Monaco) - 1 rallye (2020)
- Dirk Riebensahm ( Allemagne) - 2 rallyes (2011, 2016)
- Christian Riedemann ( Allemagne) — 21 rallyes (2010, 2011, 2013, 2014, 2015)
- Cédric Robert ( France) - 20 rallyes (1999, 2000, 2001, 2002, 2003, 2004, 2012)
- Aparecido Rodrigues ( Brésil) - 1 rallye (1982)
- Walter Röhrl ( Allemagne) — 75 rallyes / 14 victoires (1973, 1974, 1975, 1976, 1977, 1978, 1979, 1980, 1981, 1982, 1983, 1984, 1985, 1986, 1987)
- Joakim Roman ( Suède) — 36 rallyes (1997, 1998, 1999, 2000, 2001, 2002, 2003, 2004, 2005, 2006, 2007, 2008, 2010, 2011, 2012, 2013, 2014, 2015, 2016, 2017, 2018, 2019, 2020)
- Frédéric Romeyer ( France) - 2 rallyes (2007, 2008)
- Léo Rossel ( France) - 3 rallyes (2025) // (WRC-2)
- Yohan Rossel ( France) - 46 rallyes (2014, 2015, 2016, 2017, 2019, 2020, 2021, 2022, 2023, 2024, 2025) // (WRC-2)
- Luis Ignacio Rosselot ( Chili) - 7 rallyes (2003, 2004, 2005, 2007)
- Valentino Rossi ( Italie) - 3 rallyes (2002, 2006, 2008)
- Harri Rovanperä ( Finlande) — 111 rallyes / 1 victoire (1993, 1994, 1996, 1997, 1998, 1999, 2000, 2001, 2002, 2003, 2004, 2005, 2006)
- Kalle Rovanperä ( Finlande) — 54 rallyes / 8 victoires (2017, 2018, 2019, 2020, 2021, 2022, 2023)
- Martin Rowe ( Royaume-Uni) — 33 rallyes (1994, 1997, 1998, 1999, 2001, 2002, 2003)
- Sarah Rumeau ( France) - 2 rallyes (2025) // (WRC-2)

## S
- Vítor Sá ( Portugal) - 2 rallyes (2007, 2010)
- Esa Saarenpää ( Finlande) — 12 rallyes (1985, 1986, 1987, 1988, 1989, 1990, 1993, 1994, 1996, 1997, 1998, 1999)
- Per-Arne Sääv ( Suède) - 4 rallyes (2001, 2002, 2004, 2010)
- Gustavo Saba ( Paraguay) - 6 rallyes (2012, 2013, 2014, 2015, 2017, 2018)
- Carlos Sainz ( Espagne) — 196 rallyes (1987, 1988, 1989, 1990, 1991, 1992, 1993, 1994, 1995, 1996, 1997, 1998, 1999, 2000, 2001, 2002, 2003, 2004, 2005)
- Eliseo Salazar ( Chili) - 1 rallye (2012)
- Michel Saleh ( Liban) - 4 rallyes (2000, 2001, 2008, 2011)
- Eugène Salim ( Côte d'Ivoire) — 10 rallyes (1979, 1981, 1982, 1983, 1984, 1985, 1986, 1987, 1988, 1992)
- Oleksandr Saliuk ( Ukraine) - 7 rallyes (2010, 2011)
- Timo Salonen ( Finlande) — 95 rallyes (1974, 1975, 1976, 1977, 1978, 1979, 1980, 1981, 1982, 1983, 1984, 1985, 1986, 1987, 1988, 1989, 1990, 1991, 1992, 2002)
- Patrik Sandell ( Suède) — 33 rallyes (2005, 2006, 2007, 2008, 2009, 2012)
- Stéphane Sarrazin ( France) — 20 rallyes (2004, 2005, 2006, 2015, 2016, 2017, 2018, 2019)
- Umberto Scandola ( Italie) - 8 rallyes (2016, 2017, 2018, 2019, 2020)
- Gilles Schammel ( Luxembourg) - 18 rallyes (2006, 2007, 2008) // (J-WRC)
- Edwin Schilt ( Pays-Bas) — 3 rallyes (2010, 2016, 2017)
- Armin Schwarz ( Allemagne) — 119 rallyes (1988, 1989, 1990, 1991, 1992, 1993, 1994, 1995, 1997, 1998, 1999, 2000, 2001, 2002, 2003, 2004, 2005)
- Alan Scorcioni ( Italie) - 16 rallyes (2003, 2004, 2005, 2006)
- Juraj Šebalj ( Croatie) - 3 rallyes (2003, 2006)
- Martin Semerád ( République tchèque) - 18 rallyes (2009, 2010, 2011)
- Jourdan Serderídis ( Grèce) - 24 rallyes (2013, 2014, 2015, 2016, 2017, 2018)
- Mārtiņš Sesks ( Lettonie) - 9 rallyes (2018, 2019, 2020)
- Jayant Shah ( Tanzanie) — 14 rallyes (1978, 1980, 1981, 1982, 1983, 1984, 1985, 1986, 1987, 1989, 1990)
- Radik Shaymiev ( Russie) — 19 rallyes (2007, 2008, 2009, 2010, 2011, 2012, 2013, 2014, 2015, 2016, 2018, 2020)
- Kenjirō Shinozuka ( Japon) — 20 rallyes (1976, 1977, 1981, 1988, 1989, 1990, 1991, 1992, 1993, 1994, 1996, 1997)
- Rami Shohatovich ( Israël) - 4 rallyes (2000, 2001, 2002)
- Pavel Sibera ( République tchèque) — 40 rallyes (1987, 1989, 1990, 1991, 1992, 1993, 1994, 1995, 1996, 1997, 1998, 1999)
- Daniel Sigurdarson ( Islande) - 1 rallye (2009)
- Robert Simonetti ( France) - 8 rallyes (1973, 1974, 1976, 1977, 1978, 1980, 1982, 2019)
- Joginder Singh ( Kenya) — 8 rallyes (1973, 1974, 1975, 1976, 1977, 1978, 1979, 1980)
- Karamjit Singh ( Malaisie) - 33 rallyes (1995, 1996, 1997, 2002, 2003, 2004, 2005)
- Satwant Singh ( Zambie) - 4 rallyes (1973, 1976, 1989, 1994)
- Todor Slavov ( Bulgarie) - 5 rallyes (2010)
- Arman Smailov ( Kazakhstan) - 7 rallyes (2010, 2013)
- Patrick Snijers ( Belgique) — 10 rallyes (1979, 1989, 1993, 1995, 1998)
- Kristian Sohlberg ( Finlande) — 30 rallyes (2000, 2001, 2002, 2003, 2004, 2005, 2006, 2007)
- Daniel Solà ( Espagne) — 39 rallyes (1997, 1998, 1999, 2001, 2002, 2003, 2004, 2005, 2007)
- Jan Solans ( Espagne) - 12 rallyes (2017, 2018, 2019, 2020)
- Nil Solans ( Espagne) - 32 rallyes (2012, 2013, 2014, 2015, 2017, 2018, 2019)
- Henning Solberg ( Norvège) — 133 rallyes (1998, 1999, 2000, 2001, 2002, 2003, 2004, 2005, 2006, 2007, 2008, 2009, 2010, 2011, 2012, 2014, 2015, 2016, 2017, 2018, 2019)
- Oliver Solberg ( Suède) - 9 rallyes (2019, 2020, 2021)
- Oscar Solberg ( Norvège) - 8 rallyes (2016, 2017, 2020)
- Petter Solberg ( Norvège) — 161 rallyes (1998, 1999, 2000, 2001, 2002, 2003, 2004, 2005, 2006, 2007, 2008, 2009, 2010, 2011, 2012)
- Michał Sołowow (en) ( Pologne) - 19 rallyes (2003, 2004, 2005, 2006, 2007, 2010, 2012, 2013, 2014, 2015, 2020, 2021)
- Daniel Sordo ( Espagne) — 171 rallyes / 3 victoires (2003, 2004, 2005, 2006, 2007, 2008, 2009, 2010, 2011, 2012, 2013, 2014, 2015, 2016, 2017, 2018, 2019, 2020, 2021)
- Bernardo Sousa ( Portugal) - 41 rallyes (2007, 2008, 2009, 2010, 2011, 2014, 2015, 2016)
- Christophe Spiliotis ( Monaco) - 14 rallyes (1982, 1983, 1986, 1988, 1989, 1990, 1991, 1992, 1993, 1994, 1998, 1999)
- David Sterckx ( Belgique) - 3 rallyes (2001, 2002)
- Manfred Stohl ( Autriche) — 126 rallyes (1991, 1992, 1993, 1994, 1995, 1996, 1997, 1998, 1999, 2000, 2001, 2002, 2003, 2004, 2005, 2006, 2007, 2012)
- Brian Stokes ( Nouvelle-Zélande) — 12 rallyes (1980, 1983, 1985, 1986, 1987, 1988, 1989, 1991, 1992, 1993, 1994, 1997)
- José Antonio Suárez ( Espagne) - 32 rallyes (2010, 2011, 2012, 2013, 2014, 2015, 2016, 2018)
- Rifat Sungkar ( Indonésie) - 6 rallyes (2012)
- Teemu Suninen ( Finlande) - 62 rallyes (2014, 2015, 2016, 2017, 2018, 2019, 2020, 2021)
- Oscar Svedlund ( Suède) — 26 rallyes (2001, 2002, 2003, 2004, 2005, 2006, 2007, 2008)
- Łukasz Sztuka ( Pologne) - 3 rallyes (2003, 2009)

## T
- Tamás Tagai ( Hongrie) - 2 rallyes (2003, 2004)
- Dmitriy Tagirov ( Russie) - 6 rallyes (2011)
- Riku Tahko ( Finlande) - 8 rallyes (2005, 2006, 2007, 2010, 2011, 2012, 2013)
- Yoshio Takaoka ( Japon) - 7 rallyes (1980, 1981, 1982, 1983, 1984)
- Oleksiy Tamrazov ( Ukraine) - 9 rallyes (2007, 2008, 2009, 2012, 2013, 2016)
- Mazen Tantash ( Jordanie) - 3 rallyes (2008, 2010, 2011)
- Ott Tänak ( Estonie) - 114 rallyes / 13 victoires (2009, 2010, 2011, 2012, 2014, 2015, 2016, 2017, 2018, 2019, 2020, 2021)
- Julius Tannert ( Allemagne) - 18 rallyes (2013, 2014, 2016, 2017, 2018, 2019)
- Patrick Tauziac ( France) — 9 rallyes (1984, 1985, 1986, 1987, 1988, 1989, 1990, 1991, 1992)
- Brent Taylor ( Nouvelle-Zélande) — 1 rallye (2006)
- Molly Taylor ( Australie) - 14 rallyes (2011, 2012, 2013, 2014, 2016)
- Simone Tempestini ( Roumanie)//( Italie) - 47 rallyes (2013, 2014, 2015, 2016, 2017, 2018, 2019)
- Bernhard ten Brinke ( Pays-Bas) - 6 rallyes (2010, 2011, 2016, 2017)
- Ville-Pertti Teuronen ( Finlande) - 9 rallyes (2000, 2002, 2003)
- Andreas Theodorakopoulos ( Grèce) - 6 rallyes (1987, 1990, 1993, 1996, 1999, 2000) // (WRC, P-WRC)
- Jean-Luc Thérier ( France) — 46 rallyes (1973, 1974, 1975, 1976, 1977, 1978, 1979, 1980, 1981, 1982, 1983, 1984)
- Mattias Therman (en) ( Finlande) - 9 rallyes (2008, 2009, 2010, 2011, 2012)
- Bruno Thiry ( Belgique) — 74 rallyes (1989, 1991, 1992, 1993, 1994, 1995, 1996, 1997, 1998, 1999, 2000, 2001, 2002)
- Nicos Thomas ( Chypre) - 7 rallyes (2009) // (P-WRC)
- Pontus Tidemand ( Suède) - 55 rallyes (2012, 2013, 2014, 2015, 2016, 2017, 2018, 2019, 2020)
- Brice Tirabassi ( France) — 24 rallyes (1999, 2000, 2001, 2002, 2003, 2004, 2005, 2006, 2007, 2008)
- Henri Toivonen ( Finlande) — 40 rallyes (1975, 1977, 1978, 1979, 1980, 1981, 1982, 1983, 1984, 1985, 1986)
- Roberto Tononi ( Italie) - 1 rallye (2016)
- Ken Torn ( Estonie) - 9 rallyes (2018, 2019, 2020)
- Lars-Erik Torph ( Suède) — 20 rallyes (1980, 1982, 1983, 1984, 1985, 1986, 1987, 1988, 1989)
- Ramon Torres Fuentes ( Chili) - 7 rallyes (2014, 2015)
- Inessa Touchkanova ( Ukraine) - 1 rallye
- George Tracey ( Irlande) - 2 rallyes (2005, 2007)
- Gustavo Trelles ( Uruguay) — 101 rallyes (1981, 1984, 1988, 1989, 1990, 1991, 1992, 1993, 1995, 1996, 1997, 1998, 1999, 2000, 2001, 2002)
- Emil Triner ( République tchèque) — 25 rallyes (1993, 1994, 1995, 1996, 1997, 1999)
- Ricardo Triviño ( Mexique) - 50 rallyes (2002, 2003, 2004, 2005, 2006, 2007, 2008, 2011, 2012, 2013, 2014, 2015, 2016, 2017, 2018, 2019, 2020)
- Pieter Tsjoen ( Belgique) — 13 rallyes (1999, 2000, 2002, 2003, 2004, 2006)
- Eugenijus Tumalevičius ( Lituanie) - 3 rallyes (1992, 1993)
- Janne Tuohino ( Finlande) — 49 rallyes (1996, 1997, 1998, 1999, 2000, 2001, 2002, 2003, 2004, 2005, 2006, 2009, 2010, 2016, 2018, 2019)
- Frigyes Turán ( Hongrie) - 17 rallyes (2010, 2011, 2015, 2016)

## U
- Sergey Uger ( Israël) - 1 rallye (2015)
- Jorge Ullmann ( Brésil) - 3 rallyes (1980, 1981)
- Robin Ulyate ( Kenya) - 11 rallyes (1973, 1974, 1975, 1976, 1977, 1979, 1981, 1986, 1987)
- Daniel Ungur ( Roumanie) - 2 rallyes (2008)
- Fernando Urrutia ( Chili) - 2 rallyes (1987, 1988)
- Sergey Uspenskiy ( Russie) - 6 rallyes (2004, 2005, 2006)
- Wug Utting ( Royaume-Uni) - 7 rallyes (1998, 2004, 2005, 2006, 2007, 2009, 2014)
- Marko Uutela ( Finlande) - 1 rallye (1992)

## V
- Jader Vagnini ( Saint-Marin) - 3 rallyes (1998, 1999, 2000)
- Jussi Välimäki ( Finlande) — 35 rallyes (1998, 1999, 2000, 2001, 2002, 2003, 2004, 2005, 2006) // (WRC, P-WRC, J-WRC)
- Marco Vallario ( Italie) - 10 rallyes (2013, 2014, 2015) // (WRC-2)
- Pavel Valoušek, Jr. ( République tchèque) — 18 rallyes (2002, 2004, 2005, 2006)
- Roar Vannebo ( Norvège) - 2 rallyes (2000, 2007) // (WRC, P-WRC)
- Jasper van den Heuvel ( Pays-Bas) — 6 rallyes (2003, 2005, 2006, 2007) // (WRC, P-WRC)
- Jim van den Heuvel ( Pays-Bas) - 5 rallyes (2016) // (WRC-2)
- Timo van der Marel ( Pays-Bas) — 18 rallyes (2008, 2011, 2012, 2014, 2016, 2017, 2019)
- Sarel van der Merwe ( Afrique du Sud) - 2 rallyes (1980, 1984) // (WRC)
- Kevin van Deijne ( Pays-Bas) - 13 rallyes (2013, 2014, 2015, 2016)
- Mark van Eldik ( Pays-Bas) - 6 rallyes (2006, 2007, 2008, 2010) // (WRC, P-WRC)
- Erik van Loon ( Pays-Bas) - 3 rallyes (2010, 2011)
- Peter van Merksteijn, Sr. ( Pays-Bas) - 13 rallyes (2007, 2008, 2009, 2010, 2011, 2012) // (WRC)
- Peter van Merksteijn, Jr. ( Pays-Bas) - 23 rallyes (2007, 2008, 2009, 2010, 2011, 2012) // (WRC, P-WRC)
- Dillon van Way ( États-Unis) - 5 rallyes (2016, 2017)
- Ari Vatanen ( Finlande) — 101 rallyes / 10 victoires (1974, 1975, 1976, 1977, 1978, 1979, 1980, 1981, 1982, 1983, 1984, 1985, 1987, 1988, 1989, 1990, 1991, 1992, 1993, 1994, 1996, 1997, 1998, 2003) // (WRC)
- Max Vatanen ( Finlande) - 22 rallyes (2014, 2015, 2016, 2017, 2018) // (WRC-2, J-WRC)
- Zohreh Vatankhah ( Iran) - 1 rallye (2008)
- Alain Vauthier ( France) - 7 rallyes (2003, 2004, 2007, 2008, 2017, 2018, 2019)
- Ole Christian Veiby ( Norvège) - 48 rallyes (2014, 2015, 2016, 2017, 2018, 2019, 2020, 2021)
- Renaud Verreydt ( Belgique) — 4 rallyes (1997, 1998, 2000) // (WRC)
- Evgeniy Vertunov ( Russie) - 18 rallyes (2006, 2007, 2008) // (P-WRC)
- Armand Victor ( Luxembourg) - 6 rallyes (1987, 1988, 1989, 1992, 1993, 1994)
- Cristóbal Vidaurre ( Chili) — 2 rallyes (2018, 2019)
- Jari Viita ( Finlande) - 20 rallyes (1991, 1992, 1993, 1994, 1996, 1997, 1998, 1999, 2000, 2001, 2002, 2003, 2004)
- Manuel Villa ( Italie) - 6 rallyes (2000, 2014, 2016, 2017, 2018, 2019)
- Federico Villagra ( Argentine) — 51 rallyes (1998, 2000, 2001, 2002, 2003, 2004, 2005, 2006, 2007, 2008, 2009, 2010, 2011) // (WRC, P-WRC)
- Alexander Villanueva ( Espagne) — 19 rallyes (2000, 2001, 2004, 2005, 2006, 2007, 2010, 2011, 2013, 2017)
- Robert Virves ( Estonie) - 1 rallye (2020)
- Henk Vossen ( Pays-Bas) — 33 rallyes (1977, 1979, 1980, 1981, 1992, 1999, 2002, 2003, 2004, 2005, 2006, 2007, 2008, 2009, 2010, 2011, 2012, 2013, 2014, 2015, 2016, 2017, 2018, 2019)
- Nicolas Vouilloz ( France) - 11 rallyes (2001, 2004, 2005, 2006) // (WRC)
- Armodios Vovos ( Grèce) - 18 rallyes (1987, 1993, 1994, 1997, 1998, 1999, 2000, 2001, 2002, 2003, 2004, 2005, 2006, 2007, 2008)
- Laurent Vukasovic ( Suisse) - 7 rallyes (2013, 2014, 2015, 2016, 2017)

## W
- Björn Waldegård ( Suède) — 95 rallyes (1973, 1974, 1975, 1976, 1977, 1978, 1979, 1980, 1981, 1982, 1983, 1984, 1985, 1986, 1987, 1988, 1989, 1990, 1991, 1992) // (WRC)
- Rui Wang ( Chine) - 7 rallyes (2004, 2010) // (P-WRC, J-WRC)
- Achim Warmbold ( Allemagne) — 27 rallyes (1973, 1974, 1975, 1978, 1979, 1980, 1981, 1982, 1983, 1984, 1985, 1986, 2000) // (WRC)
- Antony Warmbold ( Allemagne) — 46 rallyes (2001, 2003, 2004, 2004) // (WRC)
- Erwin Weber ( Allemagne) — 30 rallyes (1985, 1986, 1987, 1988, 1989, 1990, 1994, 1995, 1996, 1997) // (WRC)
- Hans Weijs, Jr. ( Pays-Bas) - 28 rallyes (2006, 2007, 2008, 2009, 2010, 2011, 2012, 2013) // (WRC, J-WRC)
- Johnny Westberg ( Israël) - 1 rallye (2000) // (P-WRC)
- Erik Wevers ( Pays-Bas) - 6 rallyes (2002, 2003, 2006, 2007, 2008, 2010) // (WRC)
- Paddy White ( Irlande) - 3 rallyes (2004, 2005, 2007) // (WRC)
- Wilfried Wiedner ( Autriche) - 3 rallyes (1985, 1986, 1988) // (WRC)
- Sepp Wiegand ( Allemagne) — 10 rallyes (2011, 2012, 2013)
- Guy Wilks ( Royaume-Uni) — 40 rallyes (2002, 2003, 2004, 2005, 2006, 2007) // (WRC, P-WRC, J-WRC)
- Jon Williams ( Afrique du Sud) - 6 rallyes (2009) // (P-WRC)
- Tom Williams ( Royaume-Uni) - 16 rallyes (2016, 2017, 2018, 2019)
- Matthew Wilson ( Royaume-Uni) — 92 rallyes (2004, 2005, 2006, 2007, 2008, 2009, 2010, 2011, 2012, 2013, 2014, 2017) // (WRC, WRC-2)
- Franz Wittmann ( Autriche) — 33 rallyes (1973, 1975, 1976, 1977, 1979, 1980, 1981, 1982, 1983, 1984, 1985, 1986, 1987, 1988, 1989) // (WRC)
- James Wozencroft ( Royaume-Uni) - 3 rallyes (2006, 2007) // (J-WRC)

## X
- Vassilis Xiloudis ( Grèce) - 1 rallye (1994) // (WRC)
- Lang Xu ( Chine) - 1 rallye (2006) // (P-WRC)
- Lei Xue ( Chine) -1 rallye (1999) // (WRC)

## Y
- Andy Yachmoon ( Indonésie) - 1 rallye (1997)
- Yuichi Yamada ( Japon) - 2 rallyes (2008, 2010)
- Yoshinori Yamaguchi ( Japon) - 3 rallyes (1975, 1982, 1986)
- Rhys Yates ( Royaume-Uni) - 13 rallyes (2016, 2017, 2018, 2019, 2020)
- Serkan Yazici ( Turquie) - 10 rallyes (2000, 2003, 2004, 2005)
- Takahiro Yoshii ( Japon) - 3 rallyes (2005, 2007, 2008)
- Emre Yurdakul ( Turquie) - 14 rallyes (2006, 2007, 2008, 2009, 2010)

## Z
- Peter Zachrisson ( Suède) - 4 rallyes (2005, 2006)
- Nada Zaidan ( Qatar) - 1 rallye (2010)
- Fabrizio Zaldivar ( Paraguay) - 11 rallyes (2019, 2020, 2021)
- Antonio Zanini ( Espagne) - 3 rallyes (1976, 1977, 1983)
- Andrea Zanussi ( Italie) — 4 rallyes (1983, 1985, 1986, 1987) // (WRC)
- Miloslav Zapadlo ( République tchèque) - 6 rallyes (1975, 1977, 1978)
- Sobieslaw Zasada ( Pologne) - 7 rallyes (1973, 1974, 1975, 1978, 1979, 1997) // (WRC, P-WRC)
- Paul Zea ( Équateur) - 3 rallyes (2013, 2014) // (P-WRC)
- Angelos Zivas ( Grèce) - 1 rallye (1998) // (WRC)
- Alexander Zheludov ( Russie) - 2 rallyes (1997, 1998) // (WRC)
- Andrey Zhigunov ( Russie) - 3 rallyes (1998, 2000) // (P-WRC)
- Jordi Zurita ( Espagne) - 3 rallyes (2006, 2007, 2010) // (WRC, P-WRC)
- Jeff Zwart ( États-Unis) - 1 rallye (1993) // (P-WRC)